# Thrissacanthias penicillatus
Thrissacanthias penicillatus är en sjöstjärneart som först beskrevs av Fisher 1905.  Thrissacanthias penicillatus ingår i släktet Thrissacanthias och familjen kamsjöstjärnor. Inga underarter finns listade i Catalogue of Life.